# Garciotum
Garciotum är en kommun i Spanien.   Den ligger i provinsen Toledo och regionen Kastilien-La Mancha, i den centrala delen av landet, 90 km väster om huvudstaden Madrid. Antalet invånare är 182. Arean är 23,0 kvadratkilometer.
Terrängen i Garciotum är platt åt sydost, men åt nordväst är den kuperad.